# 索尼帕特縣
索尼帕特縣是印度的一個縣，位於該國北部，由哈里亞納邦負責管轄，面積2,260平方公里，每年平均降雨量624毫米，識字率為73.71%，2001年人口1,278,830，人口密度每平方公里566人。

## 外部連結
- Sonipat district official website （页面存档备份，存于）
- Sonipat Community Portal
- Map of Sonipat （页面存档备份，存于）